# John LaMontaine
John LaMontaine   (Oak Park, 17 de març de 1920 - Hollywood, 29 d'abril de 2013) va ser un pianista i compositor estatunidenc.
Va guanyar el Premi Pulitzer de música de 1959 pel seu Concert per a piano número 1 "In Time of War" (1958), que va ser estrenat per Jorge Bolet.
Entre els seus professors hi havia Howard Hanson, Bernard Rogers i Nadia Boulanger. Les seves obres han estat interpretades per Leontyne Price, Jessye Norman, Adele Addison, Donald Graham, Eleanor Steber el pianista Jorge Bolet i l'arpista Florence Wightman.
En honor de la celebració del Bicentenari americà el 1976, se li va encarregar la creació d'una obra coral per al "Penn State Institute for Arts and Humanistic Studies". L'òpera, titulada Be Glad Then America, va ser interpretada pels Cors de la Universitat, sota la direcció de Sarah Caldwell. La cantant folk Odetta va aparèixer com la "Muse for America".
La Montaine vivia a Hollywood, Los Angeles, Califòrnia. La seva empresa editora, Fredonia Press, rep el nom del carrer on vivia. El seu soci comercial va ser el compositor i pianista Paul J. Sifler (1911-2001).